# 볼펜화

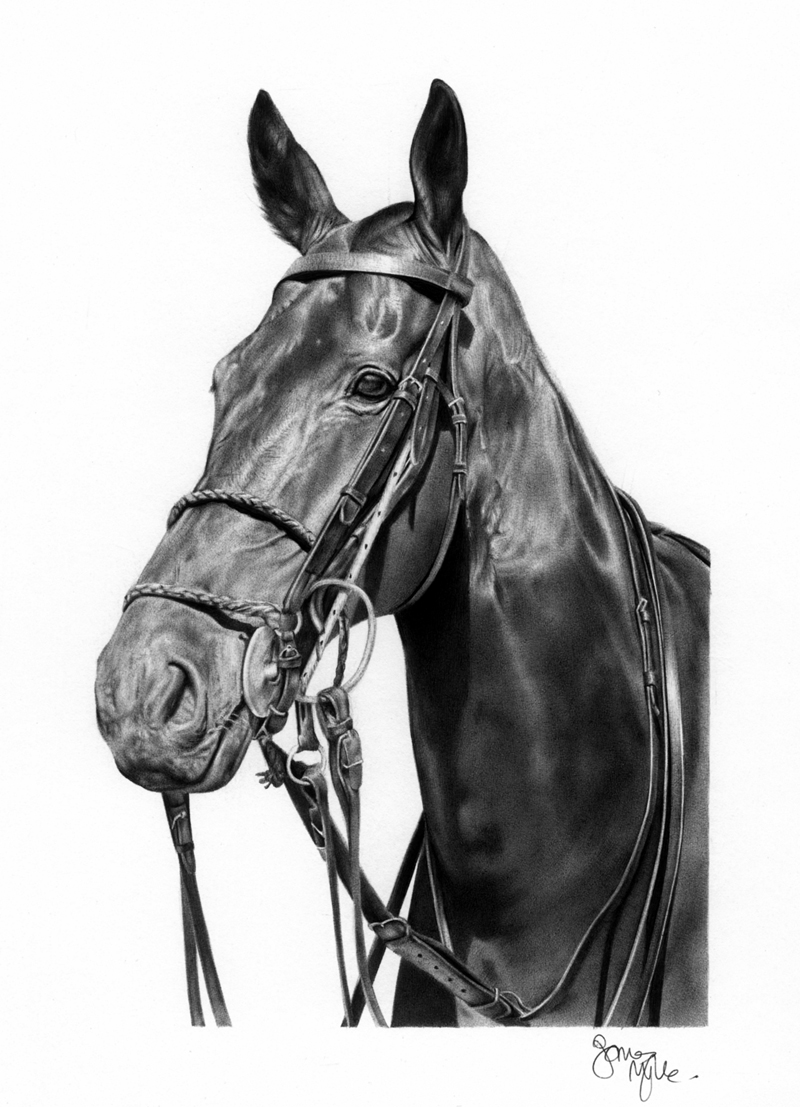
볼펜을 이용해 그린 그림

볼펜화는 볼펜을 이용해 그린 그림이다. 볼펜의 발명 이후 볼펜은 아마추어 낙서뿐만 아니라 전문 예술가들을 위한 다목적 예술 도구로 사용되었다.
볼펜은 다른 용품들에 비해 저렴하고 휴대용이며 널리 사용할 수 있다는 장점을 지니고 있어 인기가 있다. 볼펜을 예술 도구 중 하나로 사용하는 예술가도 있지만, 볼펜만을 사용하여 작품을 만드는 예술가도 존재한다.